# Osmanská poselstva v novověké Praze

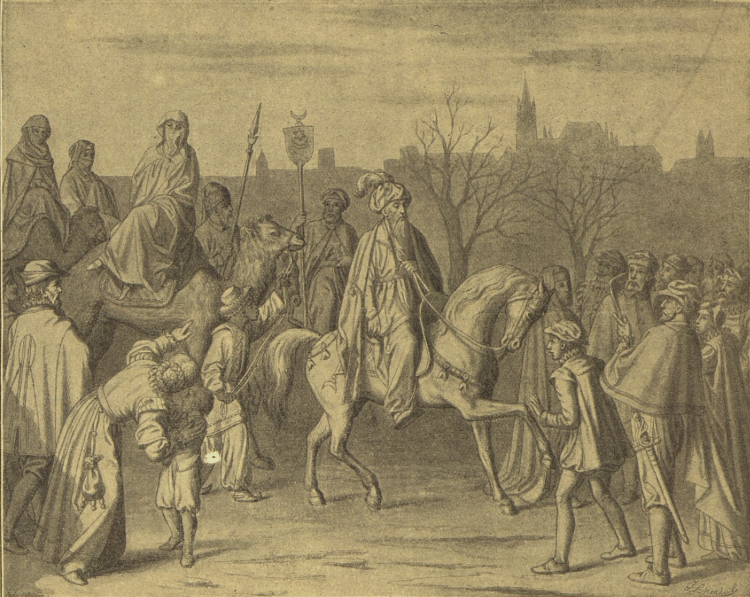
Zobrazení osmanského poselstva v Praze v roce 1575 (J. Scheiwl, cca 1880)

Ve druhé polovině 16. a začátkem 17. století navštívilo několik poselstev Osmanské říše Prahu, hlavní město zemí Koruny české, aby zde jednalo s vládnoucími římskými císaři Habsburské dynastie, kteří byli zároveň i českými králi. Ačkoliv k oficiálnímu přijetí poselstev vládcem došlo pouze v některých případech, jednalo se o první případy oficiálních diplomatických kontaktů Osmanské říše a zemí Koruny české prostřednictvím jednání v hlavním městě království, Praze.

## Pozadí
Od počátku 16. století zaznamenala Osmanská říše v osmansko-uherských a osmansko-habsburských válkách značné válečné úspěchy, mezi něž patří vítězství v bitvě u Moháče roku 1526, obléhání Vídně roku 1529 (město bylo se vším vypětím obránců uhájeno) a především pak dobytí Budína (pozdější Budapešť), hlavního města Uherského království, roku 1541. Díky výrazným územním ziskům došlo k vytvoření Budínského pašalíku a posunu hranice Osmanské říše blíže k centrálním částem Habsburské monarchie.

## Poselstva v 16. století
K přítomnosti prvních osmanských diplomatických delegací došlo až v závěru vlády sultána Sulejmana I. Nádherného. V listopadu 1562 dorazila do Prahy osmanská diplomatická delegace, která zde chtěla zastihnout rakouského a českého krále Ferdinanda I. Ten však tou dobou jednal ve Frankfurtu nad Mohanem o zvolení a korunovaci krále Maxmiliana římským císařem (v Praze se navíc, i přes své předchozí záruky, zdržoval jako český král málo). Poselstvo zde tak bylo přijato českými místodržícími, vyřídilo diplomatické vzkazy v latině a zanedlouho spěchalo do Frankfurtu, kde s králem jednalo o podmínkách dočasného míru a odevzdalo mu dary. Josef Kořán ve čtvrtém díle Česko-moravské kroniky z roku 1881 uvádí, že vůdce poselstva, budínský paša Ibrahim, měl s sebou 23 služebníků, 29 koní a 6 velbloudů. Přítomnost turecké delegace vzbudila v Praze značnou pozornost a byla reflektována i tehdejšími novinami (např. tisk Šebestiána Oksa z Kolovsi), řada místních pak měla první příležitost vidět na vlastní oči osmanské muže, o kterých kvůli výbojným válkám jinak panovalo obecné povědomí a strach. 
Obdobný scénář se pak opakoval na jaře 1564, kdy 26. května do Prahy opět dorazili osmanští diplomaté v touze jednat s Ferdinandem, kterého v Praze opět nezastihli. Ubytováni byli v hradčanském domě Bašta (na jeho místě byl později postaven Schwarzenberský palác). Po přijetí na Pražském hradě a vyřízení oficiálních vzkazů se poselstvo opět odebralo nazpět do Budína.
K prvnímu jednání osmanského poselstva s vládcem země došlo až v březnu 1575. Sem 1. března dorazilo další poselstvo, vedené budínským pašou Mehmedem, a vyslané novým osmanským sultánem Muradem III. a ubytovalo se opět v domě Bašta. Zde na nedalekém Pražském hradě jednalo s římským císařem a zároveň českým králem Maxmiliánem II. Bylo zde jednáno o podmínkách dalšího prodloužení míru trvajícího od roku 1568. Zároveň se také jednalo o první přijetí osmanského poselstva českým králem v hlavním městě zemí Koruny české. Po skončení jednání paša Mehmed v Praze onemocněl a 1. nebo 3. dubna 1575 zde zemřel. Poselstvo pak jeho ostatky přepravilo zpět do Budína.
V dalších letech se pak z iniciativy Rudolfa II. došlo naopak k vyslání několika poselstev do Osmanské říše.

## Poselstva v 17. století
Turecké poselstvo sultána Ahmeda I. prošlo Prahou roku 1606. Roku 1609 dorazilo do Čech další osmanské poselstvo vedené Achmajem Kyhajem s vůlí jednat s nově korunovaným českým králem Matyášem. Ubytovalo se v Praze, k přímému jednání s císařem však nedošlo. 
Pozoruhodnou přítomností osmanských diplomatů v Praze je pak mise zde přítomná v letech 1619 až 1620. Ta se zde sešla se zástupci českého stavovského direktoria poté, co direktorium v rámci českého stavovského povstání svrhlo moc císaře Matyáše a zvolilo nového krále, Fridricha Falckého. I přes původně přislíbenou vojenskou podporu stavovským vojskům nakonec turecká vojska do bojů nezasáhla, což přispělo k porážce povstání v bitvě na Bílé hoře. Lze také předpokládat, že spojenectví většinově evangelických českých stavů s islámskou velmocí Osmanskou říší by v křesťanské Evropě české země dostalo do politicky neudržitelné pozice.
Po porážce stavovského povstání pak další habsburští čeští králové přebývali v Praze velmi zřídka, stejně tak dále se eskalující války s Osmanskou říší přispěly k tomu, že v Praze již pak k jednání korunovaných českých králů a osmanských diplomatů nedocházelo.